# Liste der Stolpersteine in Schopfheim
Die Liste der Stolpersteine in Schopfheim enthält die drei Stolpersteine, die im Rahmen des gleichnamigen Kunst-Projekts von Gunter Demnig am 20. Oktober 2021 in Schopfheim verlegt wurden. Mit ihnen soll Opfern des Nationalsozialismus gedacht werden, die in Schopfheim lebten und wirkten. Weitere drei Stolpersteine und eine Stolperschwelle wurden am 28. August 2023 verlegt.
Die Stolperschwelle befindet sich vor dem Verwalterhaus des ehemaligen Kreispflegeheims in Schopfheim-Wiechs und hat folgenden Text:
 
„KREISPFLEGEANSTALT WIECHS 1933–1945“

„FRAUEN UND MÄNNER ZWANGSSTERILISIERT“

„1940: 89 MENSCHEN NACH GRAFENECK 'VERLEGT' – ERMORDET – AKTION T4“

„1941: 19 MENSCHEN NACH WIESLOCH 'VERLEGT'“

„18 MENSCHEN WEITER NACH HADAMAR 'VERLEGT' – ERMORDET – AKTION T4“

„EINE ÜBERLEBENDE“
Im Rahmen der Aktion T4 wurden die Menschen in der Tötungsanstalt Grafeneck und der Tötungsanstalt Hadamar ermordet, wobei die Heil- und Pflegeanstalt bei Wiesloch für einige eine Zwischenstation war.

Gedenken an die Opfer aus dem Kreispflegeheim Wiechs
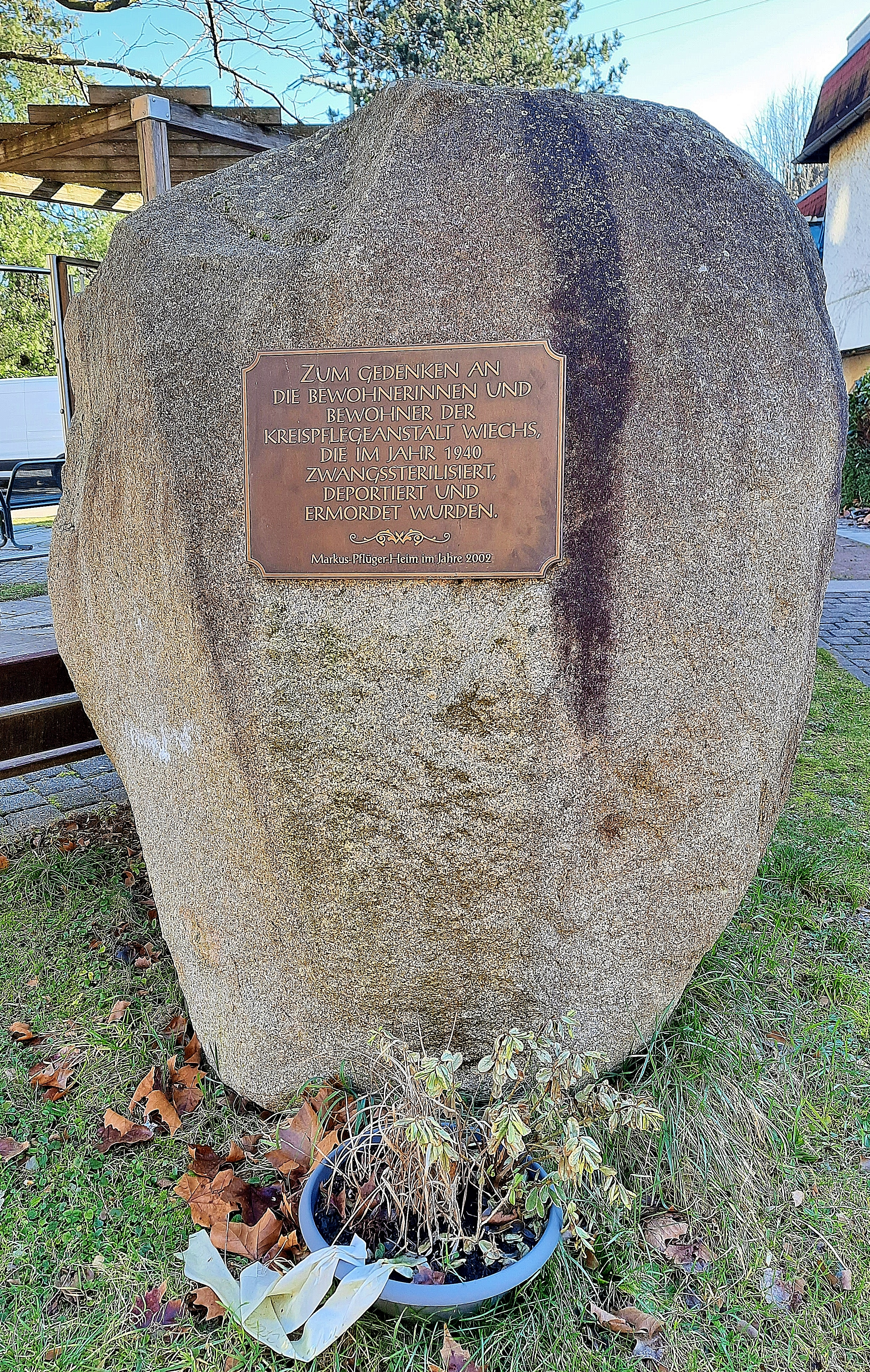
Gedenkstein von 2002
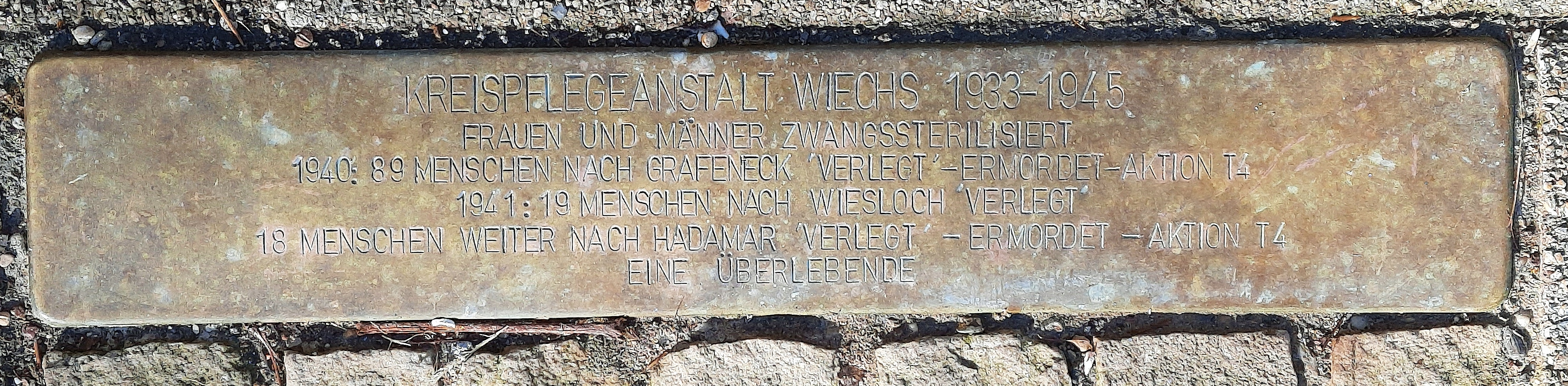
Stolperschwelle von 2023

## Liste der Stolpersteine
Die Tabelle ist teilweise sortierbar; die Grundsortierung erfolgt alphabetisch nach Familien- und Vornamen.
| Bild | Inschrift | Standort         | Leben |
| ---- | --- | ---------------- | --- |
|      | HIER WOHNTE BELLA AUERBACHER JG. 1903 DEPORTIERT 1940 GURS INTERNIERT DRANCY 1942 AUSCHWITZ ERMORDET                                    | Wallstraße 5 ·   | Bella Auerbacher wurde am 22. Oktober 1940 von Gestapoleuten aufgrund ihres jüdischen Glaubens abgeholt und nach Camp de Gurs verbracht. Die weiteren Stationen war das Sammellager Drancy → † 10. August 1942 KZ Auschwitz-Birkenau Bella war die jüngere Schwester von Wilhelm Auerbacher. Vor dem Haus Wallstraße 5 in Schopfheim wurden drei Stolpersteine für die Familie nebeneinander verlegt. |
|      | HIER WOHNTE MELITTA AUERBACHER GEB. BLOCH JG. 1906 FLUCHT 1940 USA                                                                      | Wallstraße 5 ·   | Melitta Auerbacher war die Ehefrau von Wilhelm Auerbacher, den sie 1938 heiratete. Nachdem ihr Mann aus der ‚Schutzhaft‘ entlassen wurde, flohen die beiden 1940 in die USA. Melitta starb dort 2003. |
|      | HIER WOHNTE WILHELM AUERBACHER JG. 1897 ‚SCHUTZHAFT‘ 1938 DACHAU FLUCHT 1940 USA                                                        | Wallstraße 5 ·   | Wilhelm Auerbacher wurde in der Folge des Novemberpogroms vom 10. November 1938 in das KZ Dachau verbracht. Nachdem Wilhelm aus der ‚Schutzhaft‘ entlassen wurde, floh er 1940 mit seiner Frau Melitta in die USA. Das Ehepaar lebte in Missouri, wo Wilhelm 1962 starb. Bella Auerbacher war seine jüngere Schwester.                                                                                |
|      | HIER WOHNTE HERBERT MAYER JG. 1902 'SCHUTZHAFT' 1938 KZ DACHAU DEPORTIERT 1940 GURS INTERNIERT DRANCY 1942 AUSCHWITZ ERMORDET 17.9.1942 | Hauptstraße 49 · | Herbert Mayer und seine Ehefrau Meta Mayer wurden nach der Deportation über das Konzentrationslager in Gurs nach Auschwitz gebracht und dort 1942 ermordet. |
|      | HIER WOHNTE META MAYER GEB. MOCH JG. 1886 DEPORTIERT 1940 GURS INTERNIERT DRANCY 1942 AUSCHWITZ ERMORDET                                | Hauptstraße 49 · | Meta Mayer |
|      | HIER WOHNTE KATHARINA WALDI GEB. WOLF JG. 1890 GEDEMÜTIGT/ENTRECHTET FLUCHT IN DEN TOD 29. NOV 1944                                     | Hauptstraße 14 · | Katharina Waldi war die letzte in Schopfheim verbliebene Jüdin, wohnhaft in der Hauptstraße 14. Nach ihrer Verschleppung durch die Gestapo nahm sie sich am 29. November 1944 in einer Zelle im Rathauskeller in Schopfheim das Leben. |